# Barbara Sponholz
Barbara Sponholz (* 1960) ist eine deutsche Geographin und Professorin für Physische Geographie an der Universität Würzburg. Sie beschäftigt sich vor allem mit Geomorphologie.
Bis 1984 studierte Sponholz Geographie, Geologie und Botanik an der Universität Würzburg und promovierte anschließend. Es folgte 1990 ein Forschungsaufenthalt am Centre de Géomorphologie du CNRS im französischen Caen. 1997 folgte die Habilitation an der Universität Würzburg und von 2002 bis 2003 hatte sie eine Vertretungsprofessur für Physische Geographie an der Universität Passau inne.

## Publikationen
- H. Gebhardt u. a. (Hrsg.): Geographie. Physikalische Geographie und Humangeographie. S. 309 ff. (Abschnitt Karst von Barbara Sponholz)